# Adorazione dei pastori (Cattapane)
L'Adorazione dei pastori è un dipinto olio su tela realizzato da Luca Cattapane nel 1600 e conservato nei locali della chiesa dei Santi Gervasio e Protasio di Maleo.

## Storia
Il dipinto fu tra le opere trafugate durante le soppressioni napoleoniche, finito sul mercato e diventato proprietà della famiglia Trecchi che ne fece dono alla parrocchia dedicata ai santi Gervasio e Protasio di Meleo. Non se ne conosce l'originale provenienza ma risulta che la famiglia Trecchi avesse un'abbondante collezione di opere conservate nel castello malerino. Poche sono anche le notizie sull'artista e sulle sue opere, anche se molti suoi lavori furono presenti sul territorio cremonese e molti sicuramente andati perduti. L'artista è considerato, uno dei più importanti esempi lombardi del precaravaggismo.

## Descrizione e stile
Il dipinto presenta molti spunti con le opere in notturna del naturalista Antonio Campi che sicuramente Cattapane aveva studiato essendo stato allievo di Vincenzo suo fratello, come il Martirio di san Lorenzo. Ma l'artista, aveva sicuramente studiato anche le opere di Gervasio Gatti, come sicuramente aveva visto i lavori di Federico Barocci.
Il naturalismo cremonese, così presente nelle opere dell'artista è ben visibile nella ricerca quasi ossessiva di punti luminosi nel quadro, luce che proviene unicamente dalla candela tenuta da un piccolo pastore posto sul lato inferiore destro della tela. La luce di questa candela si riflette sul Bambino appena nato posto in braccio alla Madre e si espande illuminando quanti sono intorno come una corona culminante nella parte superiore con l'angelo annunciante che regge il cartiglio con l'osanna a Dio Padre. Altri due piccoli punti luce illuminano la scena, un bambino posto dietro la Vergine e un lume sopra il focolare.
Il dipinto presenta quindi un impianto precaravaggesco ponendo l'artista tra gli importanti artisti lombardi e cremonesi della fine del Cinquecento.